# Меморіал Говарда Стаунтона

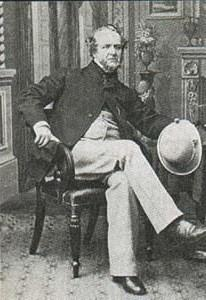
Стаунтон близько 1860 року

Меморіал Говарда Стаунтона - щорічний шаховий турнір, що проводився між 2003 і 2009 роками в пам'ять про англійського шахіста Говарда Стаунтона (1810-1874).

## Історія
Меморіальні турніри Стаунтона проходили й раніше. 1946 року в Гронінгені переміг Михайло Ботвинник, на пів-очка випередивши Макс Ейве серед 20 сильних гравців. 1951 року (Челтнем - Лемінгтон Спа - Бірмінгем) переможцем став Светозар Глігорич. Цей турнір відбувся на честь сотої річниці турніру Лондон 1851, знакової події в житті Стаунтона.
Перший турнір сучасної серії відбувся 2003 року в Simpson's-in-the-Strand (Лондон, Англія), на честь 175-ї річниці його заснування; наступні турніри також відбулись там. Simpson's-in-the-Strand -ресторан, який регулярно відвідував Стаунтон в 19 столітті, граючи там у шахи і обговорюючи їх (тоді це була кав'ярня, відома під назвою "The Divan" або "Simpson's Divan"). 1851 року там відбулася знаменитого "безсмертна гра" між Адольфом Андерсеном і Ліонелем Кізерицьким.
Перші три турніри сучасної серії Меморіалу Стаунтона були подвійні кругові турніри з чотирма, а потім шістьма гравцями. У третьому турнірі взяли участь лише британці. З четвертого по шостий турнір кількість учасників збільшилася до дванадцяти, які грали в одне коло. Меморіал Стаунтона 2006 року (переміг Іван Соколов) став найсильнішим турніром за запрошенням у Лондоні починаючи з 1986 року. Майкл Адамс переміг на турнірах 2007 та 2008 років, які перевершили за силою змагання 2006 року.
2009 року відбувся сьомий і останній турнір серії, розділений на два турніри: двохраундовий командний матч у форматі "схевенінген" між збірними Англії та Нідерландів (Англія виграла 26.5 - 23.5), а також турнір в одне коло з десяти гравців, у якому чисту перемогу здобув Ян Тімман. Ветеран Віктор Корчной, який переміг Тіммана в особистій зустрічі, одноосібно посів третє місце. 
Фінансування турніру припинилося у 2009 році, тож подія 2010 року складалася тільки зі святкової вечері і показового матчу професіонал - аматор з метою збору коштів для президентської кампанії ФІДЕ Анатолія Карпова. Гаррі Каспаров і Найджел Шорт були єдиними гостями, які взяли участь у заході.

## Переможці
Нижче представлено список переможців серії меморіальних турнірів, що проходили в Лондоні. Імена переможців на тай-брейку показано жирним шрифтом.
| # | Year | Переможець                       |
| - | ---- | -------------------------------- |
| 1 | 2003 | Джонатан Спілмен                 |
| 2 | 2004 | Деніел Кінг Джонатан Спілмен     |
| 3 | 2005 | Джонатан Льюїтт Джонатан Спілмен |
| 4 | 2006 | Іван Соколов                     |
| 5 | 2007 | Майкл Адамс                      |
| 6 | 2008 | Майкл Адамс                      |
| 7 | 2009 | Ян Тімман                        |